# 村上尚吉
村上 尚吉(むらかみ なおよし)は、戦国時代の備後国の武将。因島村上氏の5代当主。村上吉直の子。子に村上吉充（6代）、村上亮康。

## 記録
1541年（天文10年）1月に、大内氏と敵対する厳島神社の友田興藤を能島・来島・因島の村上水軍が支援しており、これに対し同年6月から大内水軍が村上諸家の各拠点を攻撃している。しかしながら、1544年（天文13年）7月に、大内義隆は「村上新蔵人」（尚吉）に備後国鞆浦の内、18貫分の領地を宛がっており、年は不明ながら12月と正月に、それぞれ大内氏奉行人・陶隆満と小早川徳寿が尚吉から贈られた刀一腰について礼を述べた書状が残っている。以上のことから、この頃は、大内氏に加担しているものと推察される。